# Битка у заливу Виго
Битка у заливу Виго одиграла се 23. октобра 1702. године (12. октобра по јулијанском календару који је тада важио у Енглеској) током Рата за шпанско наслеђе у заливу Виго код Галиције (Шпанија) између англо-низоземске флоте којм је командовао адмирал Џорџ Рук (низоземским бродовима је командовао Филипс ван Алмонде) и здружене француско-шпанске флоте којом су командовали адмирали Франсоа Луј Руселет де Шато-Рено и Мануел де Веласко.
Рук је био послат да освоји Кадиз у Шпанији али је 29. септембра 1702. био принуђен на повлачење. У повратку је код Лагоса у Португалији сазнао да је шпанска Флота Индија, која је са богатим товаром испловила 24. јула из Хаване на Куби, променила одредиште (требало је да уплови у Кадиз али је ново одредиште постао град Виго) где је пристигла 23. септембра.
Како би се искупио за катастрофу код Кадиза, Рук се упутио ка Вигу где је Флоту Индија штитила шпанско-француска флота од око 30 бродова. Шато-Рено је утврдио пристаниште које су штитили и топови утврђења на острву Сен Симон, недалеко од града Редондела.
Дана 23. октобра Рук се одлучио на напад. Послао је адмирала Томаса Хопсона да се пробије и омогући војницима војводе од Ормонда да се искрцају и заузму утврђења.
За Рука је ово био потпуни успех: утврђења су заузета, Торбеј се пробио и сви француски и шпански бродови су уништени, неке су потопиле њихове посаде а неки су заробљени. Французи и шпанци су имали око 2000 мртвих; Енглези и Холанђани око 800. Победници су заробили сребро у вредности од око 14 000 фунти али највећи део (вероватно у вредности од око 3.000.000 фунти) је раније искрцан и однет.
На кованици британске гвинеје из 1703. налазиле су се две речи VIGO у част победе.